# ダリア・ドミトリエワ
ダリア・ドミトリエワ（Daria Dmitrieva、1993年6月22日 - ）はロシアの新体操選手。身長174cm。

## 経歴
イルクーツク出身。ガスプロム所属。2008年のヨーロッパ選手権にてジュニア部門に出場し、団体総合とリボンで金メダルを獲得した。2009年にはロシアのナショナルチームに選抜され、2009年の世界新体操選手権より団体総合のメンバーとして出場し、同種目3連覇に貢献した。2010年モスクワの世界新体操選手権では個人種目にも出場し、リボンで金メダル、ボールで銀メダルを獲得した。
2012年のロンドンオリンピックには個人総合の補欠としてチームに参加していたが、大会初日の3日前に第2エントリーのアレクサンドラ・メルクロバが公式練習中に負傷したため、急きょ代替出場となった。大会本番ではエフゲニア・カナエワに次ぐ2位、銀メダルを獲得した。また、2大会ぶり2度目のロシア勢金銀独占となった。
2012年9月の世界新体操クラブ選手権において個人総合初優勝を果たした。
2013年9月、足の怪我により引退。

## 逸話
1992年に世界チャンピオンになったオクサナ・コスティナ選手は直後の1993年2月に交通事故で亡くなったが、ドミトリエワ選手はその年に生まれ、コスティナ選手の実家が目の前という環境で誕生した。コスティナ選手のコーチであるブイヤノワさんに長らく師事しており、不思議な縁がある。